# Bursera amplifolia
Bursera amplifolia là một loài thực vật có hoa trong họ Burseraceae. Loài này được Rusby mô tả khoa học đầu tiên năm 1907.